# Willem Huysmans
Willem Huysmans (1 april 1878 - 30 maart 1968) was een Nederlandse film- en toneelacteur. Hij was een broer van acteur Dio Huysmans en kunstenaar Frans Huysmans.

## Filmografie
- Willem van Oranje (1934)
- Fanfare (1958)